# Mukaijamova hydratace
Mukaijamova hydratace je organická reakce, při které se navazuje voda na alken za přítomnosti bis(acetylacetonáto)kobaltnatého komplexu, fenylsilanu, a vzdušného kyslíku; vytváří se přitom alkohol s Markovnikovovou selektivitou.
Tuto reakci vyvinul Teruaki Mukaijama na základě předchozího výzkumu selektivních hydratací alkenů katalyzovaných komplexy kobaltu se Schiffovými zásadami a porfyriny.
Díky své chemoselektivitě a mírným reakčním podmínkám (probíhají na vzduchu a za pokojové teploty) se Mukaijamovy hydratace staly užitečnými pro organickou syntézu.

## Mechanismus
Ve svém původním článku navrhl Mukaijama mechanismus zahrnující adukt kobaltnatého peroxidu jako meziprodukt. Výměna kovu mezi hydrosilanem a peroxidem poté měla vést k silylperoxidu, který se redukcí sloučeninou kobaltu měnil na alkohol.
Studie mechanismu kobaltem katalyzovaných peroxidací alkenů podporují předpoklad tvorby hydridu kovu, který přímo reaguje s alkenem za vzniku přechodné vazby kobalt-alkyl, následně má homolýzou vznikat uhlíkatý radikál, jenž se přímo oxiduje kyslíkem a poté je zachycen kobaltnatou sloučeninou, přičemž se utváří Co-peroxidový meziprodukt.
Výměnou kovu s hydrosilanem vzniká silylperoxid a další redukcí (homolýzou vazby kyslík-kyslík) alkohol. Použití silanu jako redukčního činidla umožňuje provést reakci bez zahřívání. U méně reaktivních substrátů lze reakci urychlit přidáním terc-butylhydroperoxidu, který vyvolá oxidaci kobaltnatého komplexu na alkylperoxo-kobaltitý, jenž se poté podílí na rychlé výměně kovu s hydrosilanem a vytvoří aktivní kobaltitý hydrid.
Tento mechanismus je v rozporu s dříve navrženými, které předpokládají přímé navazování Co-peroxykomplexu na alkeny.
Novější výzkum naznačuje, že Mukaijamovy hydratace probíhají podobně jako přesuny vodíkových atomů z hydridů kovů; k tomuto zjištění došlo při zkoumání hydrogenací antracenů syntézním plynem.

## Obměny

### Vytváření vazeb uhlík-kyslík
Použitá rozpouštědla a kobalt-beta-diketonátové ligandy mohou mít vliv na výtěžnost a rozdělení produktů reakce.
Silylperoxidový meziprodukt je možné izolovat.
Reakcí silylperoxidu s koncentrovanou HCl v methanolu se vytváří hydroperoxid.
Popsána byla také hydroxylace α-enonu s využitím Mn(dpm)x za přítomnosti kyslíku a fenylsilanu.
V roce 2004 byla popsána asymetrická varianta.
Jiná varianta Mukaijamovy hydratace využívá jako katalyzátor šťavelan železitý, za přístupu vzduchu, a byla zapojena do totálních syntéz vinblastinu a podobných sloučenin.

### Vytváření vazeb uhlík-dusík
Alkeny lze hydrohydrazinovat za katalýzy sloučeninami kobaltu nebo manganu.
Známy jsou rovněž hydroazidační reakce, katalyzované železitými komplexy.

## Využití

### V totálních syntézách
Mukaijamovy hydratace a obdobné reakce byly zahrnuty do syntéz (±)-garsubelinu A, stigmalonu, vinblastinu, (±)-kortistatinu A, (±)-lahadininu B, ouabageninu, pektenotoxinu-2, (±)-indoxamycinu B, trichodermatidu A, a (+)-omfadiolu.
Na následujícím obrázku je znázorněno využití Mukaijamovy hydratace při totální syntéze (±)-garsubelinu A:
Reakce je katalyzována Co(acac)2 (acac = acetylacetonát) a probíhá na vzduchu za přítomnosti fenylsilanu, jako rozpouštědlo slouží isopropylalkohol a výtěžnost činí 73 %.